# Голубин (Воронежская область)
Голубин — хутор в Подгоренском районе Воронежской области.
Входит в состав Подгоренского городского поселения.

## География
На хуторе одна улица — Луговая.

## Население
| 2010 |
| ---- |
| 7    |